# Новый Орач
Новый Орач (укр. Новий Орач, до 2016 г. — Червоный Орач) — посёлок, относится к Окнянскому району Одесской области Украины.
Население по переписи 2001 года составляло 128 человек. Почтовый индекс — 67902. Телефонный код — 4861. Занимает площадь 0,54 км². Код КОАТУУ — 5123182307.

## Местный совет
67932, Одесская обл., Окнянский р-н, с. Малаевцы